# Епархия Атамбуа
Епархия Атамбуа (лат. Dioecesis Atambuensis) — епархия Римско-Католической церкви с центром в городе Атамбуа, Индонезия. Епархия Атамбуа входит в митрополию Купанга. Кафедральным собором епархии Атамбуа является церковь Непорочного Зачатия Пресвятой Девы Марии в городе Атамбуа.

## История
25 мая 1936 года Римский папа Пий XI издал буллу «Ad Christi Evangelium», которой учредил апостольский викариат Голландского Тимора, выделив его из апостольского викариата Малых Зондских островов (сегодня — Архиепархия Энде).
11 ноября 1948 года апостольский викариат Голландского Тимора был переименован в апостольский викариат Атамбуа.
3 января 1961 года Римский папа Иоанн XXIII издал буллу «Quod Christus», которой преобразовал апостольский викариат Атамбуа в епархию. В этот же день епархия Атамбуа вошла в митрополию Энде.
13 апреля 1967 года епархия Атамбуа передала часть своей территории для возведения новой епархии Купанга.
23 октября 1989 года епархия Атамбуа вошла в митрополию Купанга.

## Ординарии епархии
- епископ Jacques Pessers SVD[1](1.06.1937 — 3.04.1961);
- епископ Theodorus van den Tillaart SVD (14.11.1957 — 3.02.1984);
- епископ Anton Pain Ratu SVD (3.02.1984 — 2.06.2007);
- епископ Доминик Саку (2.06.2007 — по настоящее время).

## Источник
- Annuario Pontificio, Libreria Editrice Vaticana, Città del Vaticano, 2003, ISBN 88-209-7422-3
- Булла Ad Christi Evangelium, AAS 28 (1936), стр. 459  (лат.)
- Булла Quod Christus, AAS 53 (1961), стр. 244  (лат.)